# Georges Heintz

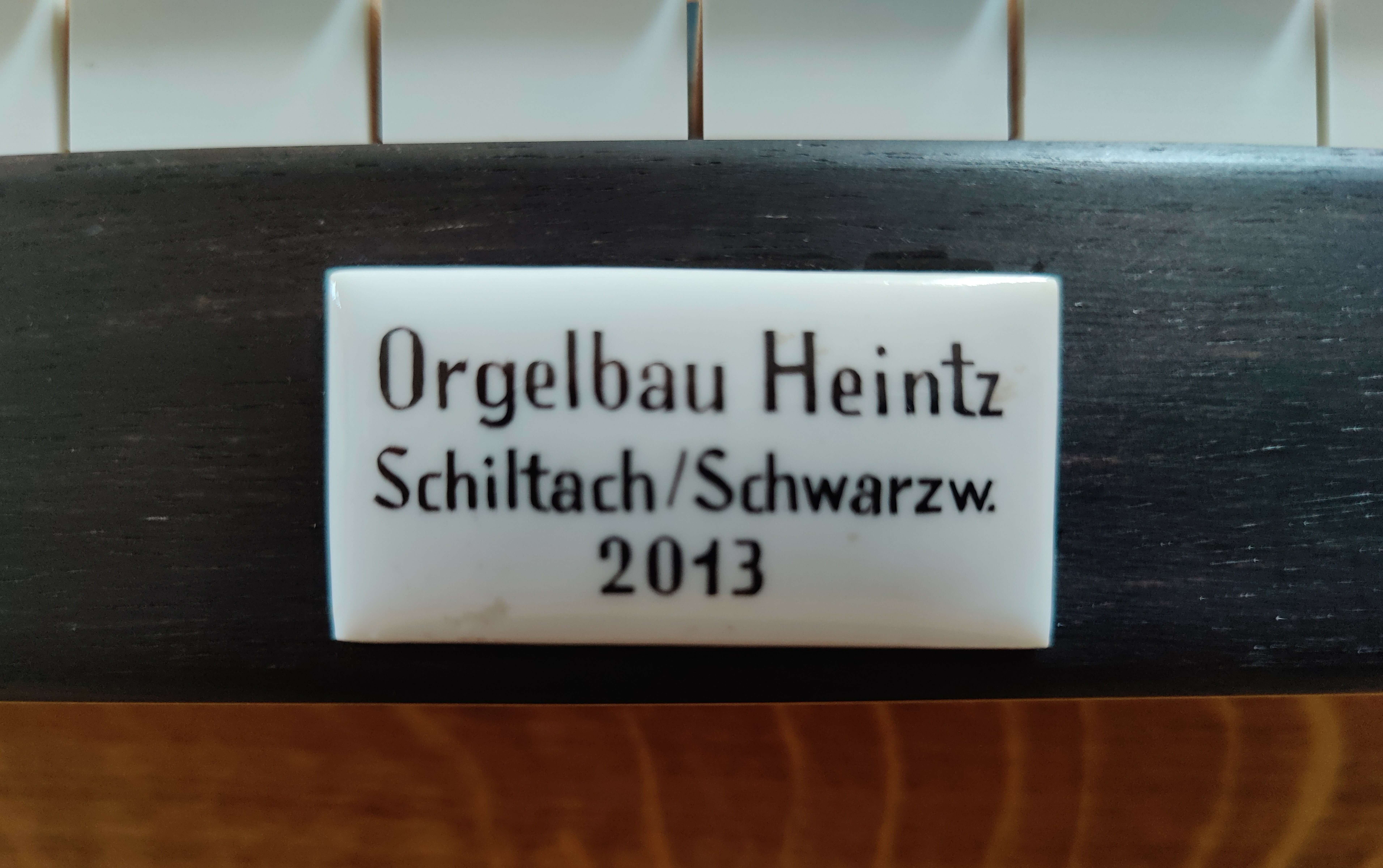
Firmenschild in Westerstetten

Georges Heintz (* 24. August 1938) ist ein deutscher Orgelbauer.

## Leben
Georges Heintz machte sich 1970 in Schiltach selbstständig und baute etwa 200 Orgeln vorwiegend im südbadischen Raum und im europäischen Ausland zuweilen auch im französischen Stil.

## Werkliste (Auswahl)
| Jahr | Ort                         | Gebäude                                 | Bild | Manuale | Register | Bemerkungen                    |
| ---- | --------------------------- | --------------------------------------- | ---- | ------- | -------- | ------------------------------ |
| 1972 | Schönwald                   | Heiliggeist-Kirche                      |      | II/P    | 11       | → Orgel                        |
| 1975 | Haiterbach-Oberschwandorf   | Severuskirche                           |      | II/P    | 10       | [ 2 ]                          |
| 1976 | Grafenhausen                | Ev. Kirche                              |      | II/P    | 8        | → Orgel                        |
| 1976 | Münstertal                  | Friedenskirche                          |      | I       | 3        | → Orgel                        |
| 1977 | Schonach im Schwarzwald     | Christus-Kirche                         |      | II/P    | 8        | → Orgel                        |
| 1978 | Todtnau                     | König-Christus-Kirche                   |      | II/P    | 9        |                                |
| 1979 | Maulburg                    | Johanniskirche                          |      | II/P    | 13       | → Orgel                        |
| 1979 | Schenkenzell                | Evangelische Kirche                     |      | II/P    | 6        | → Orgel                        |
| 1980 | Villingen-Schwenningen      | Johanneskirche                          |      | II/P    | 30       | → Orgel                        |
| 1981 | Schiltach                   | Stadtkirche                             |      | III/P   | 40       | → Orgel                        |
| 1981 | Heitersheim                 | St. Bartholomäus                        |      | II/P    | 31       | → Orgel                        |
| 1982 | Bad Säckingen               | Evangelische Stadtkirche                |      | II/P    | 23       | → Orgel                        |
| 1983 | Karlsruhe-Knielingen        | Ev. Kirche                              |      | III/P   | 35       | → Orgel                        |
| 1984 | Weil am Rhein               | Evangelische Kirche Alt-Weil            |      | I       | 4        | → Orgel                        |
| 1985 | Königsfeld im Schwarzwald   | Herrnhuter Brüdergemeine, Kirchsaal     |      | III/P   | 36       | → Orgel                        |
| 1986 | Mannheim                    | Melanchthonkirche                       |      | II/P    | 25       | → Orgel                        |
| 1986 | Rheinstetten                | Evangelisches Gemeindezentrum Forchheim |      | II/P    | 12       |                                |
| 1986 | Rheinfelden                 | Christuskirche                          |      | I       | 4        | → Orgel                        |
| 1987 | Rastatt                     | Evangelische Stadtkirche                |      | IV/P    | 43       | → Orgel                        |
| 1988 | Wollbach                    | Evangelische Kirche                     |      | II/P    | 21       | → Orgel                        |
| 1989 | Durmersheim                 | Kreuzkirche                             |      | II/P    | 15       | → Orgel                        |
| 1989 | Schallstadt-Wolfenweiler    | St. Peter                               |      | II/P    | 25       | → Orgel                        |
| 1990 | Lemberg                     | Protest. Kirche                         |      | II/P    | 18       | → Orgel                        |
| 1990 | Oberhausen                  | Herz Jesu                               |      | IV/P    | 51       | → Orgel                        |
| 1991 | Düren                       | St. Josef                               |      | II/P    | 26       | → Orgel                        |
| 1991 | Königsfeld im Schwarzwald   | Herrnhuter Brüdergemeine, Kleiner Saal  |      | I       | 3        | → Orgel                        |
| 1991 | Großsachsen                 | Ev. Kirche                              |      | II/P    | 20       | 4 Transmissionen → Orgel       |
| 1992 | Grünwald                    | Thomaskirche                            |      | II/P    | 18       | 2 Transmissionen → Orgel       |
| 1992 | Halle                       | St. Johannis                            |      | III/P   | 33       | → Orgel                        |
| 1992 | Jülich-Lich-Steinstraß      | St. Andreas und Matthias                |      | II/P    | 21       | → Orgel                        |
| 1993 | Oppum                       | Zu den hl. Schutzengeln                 |      | II/P    | 28       | → Orgel                        |
| 1993 | Bad Rappenau                | Stadtkirche                             |      | II/P    | 28       | 4 Transmissionen → Orgel       |
| 1994 | Beerbach                    | St. Egidien                             |      | II/P    | 16       |                                |
| 1994 | Hardt                       | St. Georg                               |      | II/P    | 21       | → Orgel                        |
| 1995 | Buldern                     | St. Pankratius                          |      | III/P   | 32       | → Orgel                        |
| 1996 | Essen-Bredeney              | St. Markus (Essen)                      |      | III/P   | 33       | → Orgel                        |
| 1997 | Konstanz                    | St. Stephan (Konstanz)                  |      | IV/P    | 58       | in vorhandenem Gehäuse → Orgel |
| 1997 | Stoob                       | Christuskirche                          |      | II/P    | 12       | → Orgel                        |
| 1999 | Nürnberg-Zerzabelshof       | Auferstehungskirche                     |      | II/P    | 22       | 1 Transmission → Orgel         |
| 2000 | Gernsbach                   | Jakobskirche                            |      | II/P    | 19       | 2 Transmissionen → Orgel       |
| 2000 | Hilzingen                   | Paul-Gerhardt-Kirche                    |      | II/P    | 9        | → Orgel                        |
| 2003 | Hämeenlinna (Finnland)      | Stadtkirche                             |      | III/P   | 36       | → Orgel                        |
| 2004 | Richen                      | Ev. Kirche                              |      | II/P    | 18       | 2 Transmissionen → Orgel       |
| 2005 | Aschaffenburg-Schweinheim   | Matthäuskirche                          |      | II/P    | 21       | → Orgel                        |
| 2008 | Westerstetten               | St. Martin                              |      | II/P    | 21       | → Orgel                        |
| 2009 | Hämeenlinna-Vuorentaka (FI) | Friedhofskapelle                        |      | II/P    | 9        | → Orgel                        |
| 2011 | Ketsch                      | Ev. Kirche                              |      | II/P    | 15       | 2 Wechselschleifen → Orgel     |
| 2013 | Westerstetten               | St. Martin                              |      | I       | 3        | → Truhenorgel                  |